# Peter Markovič
Peter Markovič (ur. 10 października 1978 w Dolným Kubínie) – słowacki działacz młodzieżowy i polityk, od 2006 do 2012 poseł do Rady Narodowej.

## Życiorys
W latach 1998–2003 studiował nauki polityczne na Uniwersytecie Komeńskiego w Bratysławie. W latach 90. był działaczem organizacji młodzieżowej (MDÚ), zasiadał w jej władzach krajowych (1999–2000), następnie działał w ruchu SDKÚ – NOVÁ GENERÁCIA. W latach 2002–2006 zatrudniony w kancelarii premiera, od 2006 do 2012 przez dwie kadencje sprawował mandat posła do Rady Narodowej. Nie został ponownie wybrany w kolejnych wyborach.